# Saint-Aubin-des-Coudrais
Saint-Aubin-des-Coudrais ist eine französische Gemeinde mit 916 Einwohnern (Stand 1. Januar 2022) im Arrondissement Mamers im Département Sarthe in der Region Pays de la Loire. Saint-Aubin-des-Coudrais gehört zum Kanton La Ferté-Bernard und zum Gemeindeverband Communauté de communes du Pays de l’Huisne Sarthoise. Die Einwohner werden Saint-Aubinois genannt.

## Geographie
Saint-Aubin-des-Coudrais liegt etwa dreißig Kilometer nordöstlich von Le Mans. Umgeben wird Saint-Aubin-des-Coudrais von den Nachbargemeinden Dehault im Norden und Nordosten, La Ferté-Bernard im Osten, Saint-Martin-des-Monts im Süden und Südosten, La Bosse im Süden und Westen sowie Saint-Georges-du-Rosay im Nordwesten.

## Bevölkerungsentwicklung
| 1962                      | 1968 | 1975 | 1982 | 1990 | 1999 | 2006 | 2013 |
| ------------------------- | ---- | ---- | ---- | ---- | ---- | ---- | ---- |
| 725                       | 655  | 620  | 716  | 757  | 883  | 953  | 936  |
| Quelle: Cassini und INSEE |      |      |      |      |      |      |      |

## Sehenswürdigkeiten

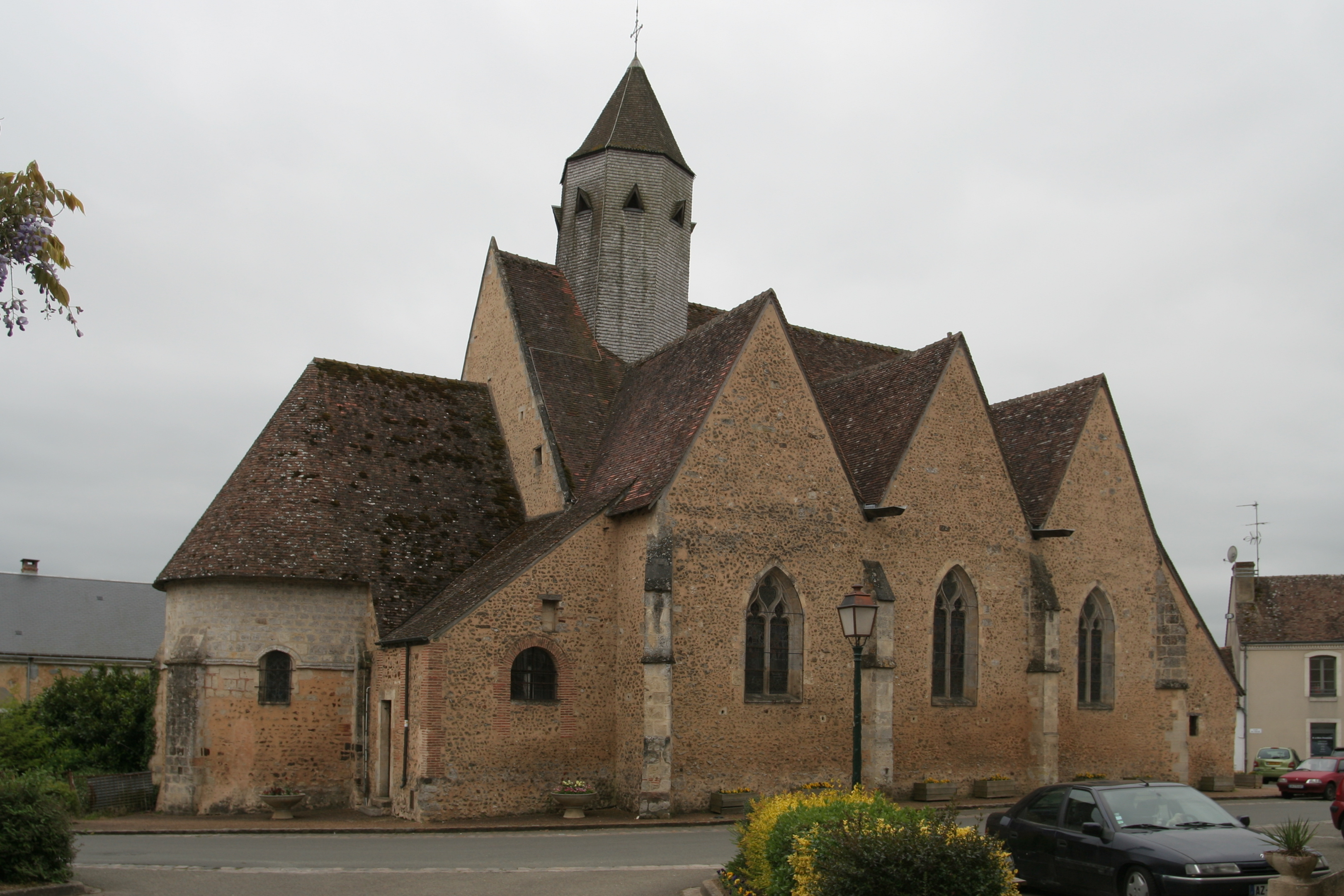
Kirche Saint-Aubin

- Kirche Saint-Aubin aus dem 12. Jahrhundert mit Umbauten aus dem 16. Jahrhundert, seit 1976 Monument historique